# José Goldschmied
José Goldschmied Stoupignan (ur. 12 września 1975 w Meksyku) – meksykański judoka. Olimpijczyk z Aten 2004, gdzie odpadł w eliminacjach w kategorii 90 kg. Piąty na mistrzostwach panamerykańskich w 2004 roku.
Jego ojciec Gabriel Goldschmied i wujek Salvador Goldschmied stratowali w zapaśniczym turnieju olimpijskim w Tokio 1964.

## Letnie Igrzyska Olimpijskie 2004
| Konkurencja  | Walki                         | Klas. końcowa  |
| Konkurencja  | Pierwsza runda                | Miejsce        |
| ------------ | ----------------------------- | -------------- |
| waga średnia | Frédéric Demontfaucon (FRA) P | pierwsza runda |